# Марин Сракич
Ма́рин Сра́кич (хорв. Marin Srakić, нар. 6 липня 1937, село Іванівці біля м. Валпово, Королівство Югославія) — хорватський архієпископ, який очолює архідієцезію Джяково -Осієка. Голова Конференції католицьких єпископів Хорватії.

## Біографія
Народився 6 липня 1937 року в селі Іванівці неподалік від Валпова. Навчався в гімназії Загреба і у Вищій богословській школі Джакова. Продовжив освіту на католицькому богословському факультеті Загребського університету. Після успішного закінчення університету вступив до аспірантури, отримав докторський ступінь з моральної теології в Папському Латеранському університеті в Римі.
6 березня 1960 року висвячений в священники. Служив на парафіях кількох хорватських міст. З 1966 по 1967 і з 1970 по 1999 рік викладав моральну теологію у Вищій богословській школі Джакова, з 1977 року — ректор Джаківській семінарії.
2 лютого 1990 року призначений допоміжним єпископом дієцезії Джакова і Срем. 24 березня того ж року відбулася єпископська хіротонія. Як і всі допоміжні єпископи, Сракич став титулярним єпископом Церціни. Головним консекратором був кардинал Франьо Кухарич. 10 лютого 1996 року Сракич став коад'юторомом в дієцезії Джакова і Срем при літньому єпископі Циріл Косі. Роком пізніше єпископ подав у відставку, 6 лютого 1997 року Сракич був затверджений єпископом Джакова і Срем.
Після перетворення дієцезії в архідієцезію Джяково-Осієк 18 червня 2008 року Сракич став архієпископом нової архідієцезії-митрополії. З 18 жовтня 2007 року виконує обов'язки голови Конференції католицьких єпископів Хорватії.